# Giuseppe Puppo
Giuseppe Maria Puppo (Lucques, 12 juillet 1749 – Florence, 19 avril 1827) est un violoniste, compositeur et chef d'orchestre italien.

## Biographie
Giuseppe Puppo effectue de solides études en Italie, à Naples. À partir de 1775, il travaille à Madrid et Paris, pour ensuite s'installer à Londres, en 1777, où il demeure jusqu'en 1784. Pendant 27 ans, il est ensuite à Paris, où il dirige pendant un temps l'orchestre du théâtre de Monsieur, jusqu'à sa fermeture, puis passe au Théâtre Feydeau, puis en 1799, au Théâtre de la République, tout en se consacrant à l'enseignement. Il retourne en Italie et à partir de 1811. Il est le chef d'orchestre du Théâtre San Carlo de Naples, jusqu'en 1817. Il se rend ensuite à Florence.
Giuseppe Puppo a composé grand nombre d'œuvres, notamment trois concertos pour violon, 8 études et trois duos pour violon et  6 fantaisies pour piano. Il est l'auteur de 18 caprices dont seuls sept ont survécu.